# Bécaud à l'Olympia
Albums de Gilbert Bécaud
Le Bateau blanc Mes mains - Nouveaux enregistrements
(1964)
Bécaud à l'Olympia fut enregistré le 17 octobre 1963 en direct de l'Olympia, avec Raymond Bernard et son orchestre. Sorti 1963 au format 33 tours 30 cm (La Voix de son Maître - FCLP 121).

## Face A
1. Heureusement, y'a les copains (Pierre Delanoë/Gilbert Bécaud)
2. Si j'avais une semaine (Pierre Delanoë/Gilbert Bécaud)
3. Trop beau (Louis Amade/Gilbert Bécaud)
4. Viens danser (Louis Amade, Pierre Delanoë/Gilbert Bécaud)
5. La Grosse Noce (Maurice Vidalin/Gilbert Bécaud)
6. Les Tantes Jeanne (Maurice Vidalin/Gilbert Bécaud)
7. Le Bateau blanc (Maurice Vidalin/Gilbert Bécaud)

## Face B
1. Dimanche à Orly (Pierre Delanoë/Gilbert Bécaud)
2. La Route (Charles Aznavour/Gilbert Bécaud)[1]
3. Toi (Louis Amade/Gilbert Bécaud)
4. Quand Jules est au violon (Maurice Vidalin/Gilbert Bécaud)
5. Je t'attends (Charles Aznavour/Gilbert Bécaud)
6. Et maintenant (Pierre Delanoë/Gilbert Bécaud)
7. La Ballade des baladins (Louis Amade/Gilbert Bécaud)